# Brønnøya (Asker)
Brønnøya i Asker kommune er den næststørste af øerne i Vestfjorden (Indre Oslofjord, nord for Drøbak og vest for Håøya) uden fastlandsforbindelse. Navnet Brønnøya skyldes at søfolk før i tiden bunkrede spesielt godt ferskvand fra brønde på øen. En kabelfærge forbinder øen med Nesøya om sommeren. Den bliver udskiftet med en pontonbro om vinteren. Dertil er der rutebådsforbindelse til Sandvika om sommeren. Mod øst ligger Langårsundet, som også kaldes Middagsbukta (Middagsbugten), hvor der er livlig trafik på St. Hansaften. Sydøst for Brønnøya ligger den lange smalle ø Langåra, som skærmer mod bølger og vind fra sydøst i hele Brønnøyas længde.
Øen er i princippet uden motortrafik. Arealet er 	1,37 km², og af øerne i Asker og Bærum er kun Ostøya og Nesøya større. Brønnøya er omkring 2,5 km lang og op til 1 km bred, men på det meste smallere. Brønnøya ligger midt i Oslofeltet og har stort set 90° vendte og foldede havbundsavsætninger fra kambrosilur med meget skifer og kalksten.

## Historie og natur
Højest på øen er der fundet to stenalderbopladser. I 1826 havde gården Brønnøya 216 dekar indmark, 4 heste, 16 kreaturer og 20 får. Af ældre bebyggelse har gården stadig en velbevaret kombineret driftsbygning fra slutningen af 1800-tallet og en hovedbygning fra først i 1900-tallet.
Som Oslofeltet iøvritg har Brønnøya kalkforekomster i fjeldet. Siden middelalderen drev bønderne i distriktet kalkbrænding som bierhverv. På Brønnøya er der registreret fem rester efter gamle kalkovne. Sidst i 1800-tallet var der industriel produktion, først ved Sandbukta, hvor den eneste tilbageværende kalkovn står. Den er øen fineste severdighed, bygget i 1892, men nedlagt i 1900 fordi driften viste sig urentavbel. Siden var der drift ved Store Ostsund, hvor store kalkskater er tilgjængelige fra vejen Skogfaret.
Brønnøya har i nordøst et naturreservat - Viernbukta naturreservat. Her er der et stort tidevands-vådområde med både hav- og vadefugle, og vegetationen rundt omfatter en sumpskov. Der er frodig løvskov i kalkstensområdet her. De fleste strandområder er private fællesområder ejet og forvaltet af øens borgerforening. Kun få ejendomme har grund til stranden.
Der er en lille bestand af rådyr på øen. Fuglelivet omfatter flagspætte, grågås, toppet skallespuger, m.m.

## Bebyggelse
Bebyggelsen på øen omfatter 362 private parceller. Der er i alt 16 ejendomme godkendt som helårsbolig og 261 hytter. I de senere år er der indlagt offentlig vand, afløb og telefonkabler på Brønnøya, samt kommunal affaldstømning.
I 1982, på Sankthansaften, indtraf en alvorlig ulykke med kabelfærgen. Færgen kæntrede og en person fulgte med færgen rundt, blev liggende længe under vand og blev hårdt skadet. Årsagen var ekstrem overbelastning af færgen. I 2004 blev en ny og sikrere færge med nyt vinteradkomstanlæg (flydebro) indviet. Færgen er nu altid lukket St. Hansaften.